# V549 Возничего
V549 Возничего (лат. V549 Aurigae) — двойная затменная переменная звезда типа Алголя (EA) в созвездии Возничего на расстоянии приблизительно 3903 световых лет (около 1197 парсеков) от Солнца. Видимая звёздная величина звезды — от менее +16,4m до +15,9m. Орбитальный период — около 1,0966 суток.

## Характеристики
Первый компонент — жёлто-белая звезда спектрального класса F. Радиус — около 1,21 солнечного, светимость — около 0,712 солнечной. Эффективная температура — около 4818 К.